# Gerhard Hacker
Gerhard Hacker (* 24. Juni 1963 in Karlsruhe) ist deutscher Bibliothekswissenschaftler, Hochschulprofessor, Slavist und Hispanist.

## Leben
Nach dem Abitur in Landau in der Pfalz und dem Zivildienst studierte Hacker Slavistik, Hispanistik und Bibliothekswissenschaft an der Universität zu Köln, wo er auch promovierte. Nach Stationen als Lehrbeauftragter an der Fachhochschule für Bibliotheks- und Dokumentationswesen in Köln und als Wissenschaftlicher Mitarbeiter an der Humboldt-Universität zu Berlin (1995 bis 2000) lehrt er seit 2001 als Professor für Bibliotheks- und Informationswissenschaft an der Hochschule für Technik, Wirtschaft und Kultur (HTWK) in Leipzig. Hacker war 2006–2009, 2016–2020 und ist erneut seit 2023 Studiendekan des Studiengangs Bibliotheks- und Informationswissenschaft an der HTWK Leipzig. Von 2009 bis 2011 war er Prodekan der damaligen Fakultät Medien.
Von 2011 bis 2014 bekleidete Hacker das Amt des Prorektors für Bildung an der HTWK Leipzig. Von 2000 bis 2001 war er Leiter der Zweigbibliothek Fremdsprachliche Philologien der Universitätsbibliothek der Humboldt-Universität zu Berlin.
Hacker ist Autor bibliothekswissenschaftlicher Werke und übersetzte zahlreiche, vor allem kunstwissenschaftliche Werke aus dem Russischen.
Er ist verheiratet und lebt in Leipzig.